# El Fresno San Agustín
El Fresno San Agustín är en ort i Mexiko.   Den ligger i kommunen Villa Victoria och delstaten Mexiko, i den sydöstra delen av landet, 90 km väster om huvudstaden Mexico City. El Fresno San Agustín ligger 2 695 meter över havet och antalet invånare är 704.
Terrängen runt El Fresno San Agustín är kuperad söderut, men norrut är den platt. Terrängen runt El Fresno San Agustín sluttar norrut. Runt El Fresno San Agustín är det ganska tätbefolkat, med 166 invånare per kvadratkilometer. Närmaste större samhälle är Villa Victoria, 3,4 km norr om El Fresno San Agustín. Trakten runt El Fresno San Agustín består till största delen av jordbruksmark.